# Tughril
Tughril (persană:رکن‌الدین طغرل‌بک بن سلجوق; nume întreg: Rukn ad-Dunya wa ad-Din Abu Talib Muhammad Toghrul-Beg ibn Mikail) sau Toghrul I, Tugril, Toghril, Tugrul ori Toghrïl Beg; (n. 990 - d. 4 septembrie 1063) a fost fondatorul Marelui Imperiu Selgiuc, și primul sultan al imperiului său din 1037 până în 1063.
Tughril a unit războinicii turci din stepele eurasiatice într-o confederație de triburi, care considerau că se trag dintr-un singur strămoș numit Selgiuc, conducându-i în campania inițială de cucerire a estului Iranului. El va fonda mai târziu, Sultanatul Selgiuc după cucerirea Persiei și recuperarea capitaliei abbaside, Bagdad, de la dinastia Buyidă în 1055. Tughril i-a retrogradat pe califii abbasizi la figuri de stat și a preluat comanda armatelor califatului în ofensivele militare împotriva Imperiului Bizantin și Califatului Fatimid într-un efort de a extinde granițele imperiului său și a uni lumea islamică.

## Domnia
Ajunge la putere în jurul anului 1016. În 1025, alături de fratele său, Chaghri Beg, a servit sub Kara-Khanizii din Bukhara, dar aceștia sunt înfrânți de imperiul Ghaznavid condus de Mahmud din Ghazni. Când unchiul lor a fost alungat din Khorasan de Mahmud, Tughril și fratele său s-au mutat în Khorasan și au cucerit orașele Merv și Nishapur, în 1028-1029.
Apoi, și-au extins raidurile în Bukhara și Balkh, iar în 1037 au jefuit Ghazni ca în 1038 să fie încoronat sultan la Nishapur. În 1040 au câștigat în mod decisiv bătălia de la Dandanaqan împotriva fiului lui Mahmud, Mas'ud, forțându-l să-și abandoneze provinciile sale occidentale și să fugă spre Lahore. Tughril l-a instalat pe fratele său, Chagri, pentru a guverna și pentru a preveni o recucerire gaznavidă a Khorasanului, mutându-și atenția spre cucerirea platoului iranian în 1040-1044.
Prin 1054 forțele sale s-au fost confruntat în Anatolia cu bizantinii ca în 1055 el s-a captureze Bagdadul de la Buyizi. O revoltă a forțelor turce conduse de fratele lui vitreg, İbrahim Yinal a dus la pierderea orașului în 1058. Doi ani mai târziu, Tughril a zdrobit rebeliunea (strangulându-l pe İbrahim cu coarda arcului său), intrând triumfător în Bagdad.

## Succesiunea
A murit fără să aibă copii în orașul Rey din Iranul de astăzi și a fost succedat de nepotul său, Soliman, care a fost contestată de Alp Arslan, ambii fii ai lui Chaghri Beg, fratelui său. Kutalmiș, vărul lui, care a fost atât o parte vitală a campaniilor sale și mai târziu, un susținător al rebeliunii Yinal, de asemenea, dorește să ocupe poziția de sultan. Alp Arslan l-a învins Kutalmiș în luptă pentru tron, succedându-l la 27 aprilie 1064
| Predecesor: Imperiu fondat | Sultan al Imperiului Selgiuc 1037 - 1063 | Succesor: Alp Arslan |